# Янґанґ
Янґанґ (англ. Yangang) — невелике містечко в окрузі Південний Сіккім індійського штату Сіккім. У місті у тимчасовій будівлі з 2008 року почав Сіккімський університет. Також у місті народився прем'єр-міністр Сіккіму Паван Кумар Чамлінґ.